# Li Xiaoran
Li Xiaoran (chinois 李小冉) est une actrice chinoise, née le 8 mai 1978 à Pékin.

## Filmographie
- 2014 : Le Promeneur d'oiseau : Ren Quan Ying (La mère)
- 2010 : Wu ren jia shi (en) (无人驾驶, Driverless)
- 2010 : Dong feng yu (东风雨, East Wind Rain) : Hao Bi-rou
- 2006 : Les Filles du botaniste : Cheng An
- 2006 : Dragon Tiger Gate : Lousha
- 2004 : The Game of Killing